# Агнес Баварска
Агнес Баварска (на немски: Agnes von Bayern; * 1276; † 22 юли 1345) е германска аристократка от рода на Вителсбахите.

## Произход
Дъщеря е на Лудвиг II Строги, херцог на Горна Бавария, и третата му съпруга графиня Матилда Хабсбургска, дъщеря на римския крал Рудолф I. Сестра е на император Лудвиг Баварски (1282 – 1347).

## Фамилия
Първи брак: на 15 януари 1290 г. в Донаувьорт с Хайнрих Млади (1264 – 1298) от фамилията Регинариди, ландграф на Ландграфство Хесен, син на ландграф Хайнрих I. Те имат една дъщеря:
- Агнес († 1332), омъжена 1307 г. за граф Герлах I фон Насау-Висбаден († 1361)

Втори брак: през 1303 г. с Хайнрих I (1256 – 1318), от род Аскани, маркграф на Бранденбург-Стендал и на Ландсберг. Двамата имат три деца:
- Хайнрих II „Детето“ от Бранденбург (1308 – 1320), маркграф на Бранденбург (1319 – 1320)
- София (1300 – 1356) ∞ 1327 за херцог Магнус I от Брауншвайг (1304 – 1369)
- Юдит (1302 – 1330) ∞ 1318 за херцог Хайнрих II от Брауншвайг-Грубенхаген (1296 – 1351